# Alessandro Vittoria
Alessandro Vittoria (1525–1608) je bil italijanski manieristični kipar beneške šole, »eden glavnih predstavnikov beneškega klasičnega sloga« in tekmec Giambologni kot najpomembnejši kiparji poznega 16. stoletja v Italiji, ki je ustvaril dela, kot Oznanjenje (Art Institute of Chicago).

## Življenjepis
Vittoria se je rodil kot Alessandro Vittoria di Vigilio della Volpa v Trentu, v današnji severni Italiji, in je bil sin krojača. Vittoria se je šolal v ateljeju arhitekta in kiparja Jacopa Sansovina; bil je Tizianov sodobnik, katerega vpliv je mogoče zaznati v njegovih kompozicijah. Bil je virtuoz v terakoti, pogosto predstavljeni s pozlačenimi površinami, marmorjem in bronom. Kot na vse italijanske kiparje njegove generacije sta tudi na Vittoria vplival Michelangelo in florentinski manierist Bartolomeo Ammanati. Tesnina njegovih povezav pri projektih arhitektov Sansovina, Sanmichelija in Palladia, ki je delal s slikarji Tizianom, Tintorettom in Veronesejem,  ga je postavila neposredno med protagoniste sveta umetnosti v Benetkah poznega 16. stoletja.

## Kariera
Vittoria se je najprej usposabljal v svojem rojstnem mestu Trentu, nato pa se je 25. julija 1543 preselil v Benetke, kjer je treniral in delal z Jacopom Sansovinom. Njegovo dolgo umetniško razmerje s Sansovinom je bilo burno. Po enem prepiru s Sansovinom se je preselil iz Benetk in delal v Vicenzi, kjer je sodeloval z Veronesejem pri okrasju vile Barbaro v Maserju (1560–62), preden se je vrnil. Mojstra sta skupaj delala pri velikih kiparskih naročilih do Sansovinove smrti. Vittoria je prevzel njegov studio in dokončal Sansovinova nedokončana naročila. Med njegovimi učenci sta bila Camillo Mariani in Andrea di Alessandro.
Vittoria se je 24. januarja 1563 pridružil Scuola Grande di San Marco in Accademia del Disegno v Firencah, ok. 1567.
Umrl je v Benetkah 27. maja 1608. Njegov grob z avtoportretnim doprsnim kipom je v cerkvi sv. Zaharije
Vittoria je znan po svojih klasičnih portretnih doprsnih kipih, žanru, ki pred njim v Benetkah komajda obstajal, ter po medaljah in celopostavnih figurah, od katerih nekatere presegajo Sansovinovo Biblioteco Marciana.

## Gallery
- Anton Veliki, San Francesco della Vigna
- Sveti Rok, San Francesco della Vigna
- Sveti Rok, San Salvador Benetke
- Sveti Sebastijan, San Francesco della Vigna
- Sveti Sebastijan, San Salvador Benetkee
- Janez Evangelist, San Zanipolo Benetke
- Devica bolečine, San Zanipolo Benetke
- Odlitek Vittorijinega doprsnega kipa, Apollonia Masse